# Doty (Washington)
Doty es un área no incorporada ubicada en el condado de Lewis en el estado estadounidense de Washington.

## Geografía
Doty se encuentra ubicado en las coordenadas 46°38′4″N 123°16′40″O / 46.63444, -123.27778.